# William Boyd Dawkins
Sir William Boyd Dawkins, född 26 december 1838 i Buttington, Montgomeryshire, Wales, död 15 januari 1929, var en brittisk geolog, paleontolog och arkeolog.
Dawkins blev 1874 professor i geologi och paleontologi vid Owens College i Manchester. Med arbetena Cave-Hunting (1874) och Early Man in Britain (1880) bidrog han i hög grad till kunskapen om förhistoriska människor. Ett annat viktigt arbete av honom är British Pleistocene Mammalia (sex volymer, 1866–1912). Han tilldelades Lyellmedaljen 1889 och Prestwichmedaljen 1918 (båda av Geological Society of London) samt knightvärdighet 1919.